# Hazel Court
Hazel Court (* 10. Februar 1926 in Sutton Coldfield, England; † 15. April 2008 in Alpine Meadows, Kalifornien) war eine britische Filmschauspielerin.

## Leben und Karriere
Hazel Court sammelte erste Schauspielerfahrungen an den Bühnen ihres Heimatortes, bis sie 1944 eine kleine Rolle in Champagne Charlie, einem Musikfilm, bekam. Court wurde daraufhin von den Gainsborough Film Studios unter Vertrag genommen und drehte unter anderen das Drama Holiday Camp unter der Regie von Ken Annakin.
1952 spielte Hazel Court neben Dermot Walsh in Ghost Ship ihre erste Hauptrolle in einem Horrorfilm. Nach Counter Spy, bei dem sie ebenfalls mit ihrem späteren Ehemann Dermot Walsh vor der Kamera stand, folgte 1954 der Science-Fiction-Film Devil Girl from Mars. 1957 spielte Court die Rolle der Elisabeth in Frankensteins Fluch von Terence Fisher.
Neben zahlreichen Auftritten in Fernsehserien wie Alfred Hitchcock präsentiert, Bonanza, Dr. Kildare, Dick and the Duchess und Mannix, spielte sie auch in drei von Roger Cormans Edgar-Allan-Poe-Verfilmungen eine Hauptrolle, 1961 in Lebendig begraben (Premature Burial) neben Ray Milland sowie neben Vincent Price in Der Rabe – Duell der Zauberer (The Raven, 1962) und in Satanas – Das Schloss der blutigen Bestie (The Masque of the Red Death, 1964).
Nachdem ihre Ehe mit Dermot Walsh 1963 geschieden wurde, heiratete sie 1964 den Schauspieler und Regisseur Don Taylor, mit dem sie bis zu dessen Tod verheiratet war. Mitte der 60er Jahre zog sich Hazel Court vom Filmgeschäft zurück und trat nur noch einmal 1980 in einem kurzen Cameo-Auftritt in Barbara’s Baby – Omen III (The Final Conflict) vor die Kamera. In diesem Film hatte sie, wie in ihrem ersten Film, nur eine einzige Dialogzeile.
Hazel Court starb im Alter von 82 Jahren in ihrem Haus in der Nähe des Lake Tahoe, Kalifornien. Vor ihrem Tod beendete sie noch ihre Autobiografie „Hazel Court - Horror Queen“, die im Juni 2008 veröffentlicht wurde.

## Filmografie (Auswahl)
- 1944: Champagne Charlie
- 1944: Dreaming
- 1946: Gaiety George
- 1946: Ein Herz geht verloren (Carnival)
- 1946: Die Wurzel allen Übels (Root of All Evil)
- 1946: Der kupferne Berg (Hungry Hill)
- 1946: Das letzte Duell (Meet Me at Dawn)
- 1947: Der perfekte Mörder (Dear Murderer)
- 1947: Viel Vergnügen (Holiday Camp)
- 1948: Straße des Lebens (Bond Street)
- 1948: My Sister and I
- 1949: Forbidden
- 1952: Ghost Ship
- 1953: Mörder unter weißer Maske (Counterspy)
- 1954: A Tale of Three Women
- 1954: Devil Girl from Mars
- 1954: The Scarlet Web
- 1955: The Narrowing Circle
- 1956: Berufsrisiko (Behind the Headlines)
- 1956: Hour of Decision
- 1957: Frankensteins Fluch (The Curse of Frankenstein)
- 1957: Meine bessere Hälfte (Dick and the Duchess, Fernsehserie)
- 1957: A Woman of Mystery
- 1958: Model for Murder
- 1959: Wenn Scotland Yard das wüsste (Breakout)
- 1959: Den Tod überlistet (The Man Who Could Cheat Death)
- 1959: Der nackte Spiegel (The Shakedown)
- 1960: The Man Who Was Nobody
- 1960: Dr. Blood’s Coffin
- 1960–1961: Geheimauftrag für John Drake (Danger Man) (Fernsehserie, 2 Folgen)
- 1962: Lebendig begraben (Premature Burial)
- 1963: Der Rabe – Duell der Zauberer (The Raven)
- 1964: Satanas – Das Schloß der blutigen Bestie (The Masque of the Red Death)
- 1969: Kobra, übernehmen Sie (Mission: Impossible) (Fernsehserie, Staffel 2, Folge 10: Sweet Charity)
- 1980: Barbaras Baby – Omen III (Omen III: The Final Conflict)